# Прапор Мостиського району
Пра́пор Мости́ського райо́ну — офіційний символ Мостиського району Львівської області, затверджений 11 квітня 2011 року рішенням сесії Мостиської районної ради.

## Опис
Прапор являє собою прямокутне синє полотнище зі співвідношенням сторін 2:3, у центрі якого розміщено зображення жовтої маюскульної літери «М».